# Лазанська Тамара Іванівна
Тамара Іванівна Лазанська (нар. 10 липня 1945, Велике) — український історик, дослідниця соціально-економічного розвитку України та робітничого руху середини XIX — початку XX століття, кандидат історичних наук.

## Біографія
Народилася 10 липня 1945 року в селі Великому Козятинського району (тепер Хмільницький район) Вінницької області в сім'ї службовців. У 1974 році закінчила історичний факультет Київського державного університету. У 1967–1975 роках — старший лаборант, у 1975–1987 роках — молодший науковий співробітник, у 1987–1989 — науковий співробітник, у 1989–2002 роках — старший науковий співробітник відділу історії України ХІХ — початку XX століття Інституту історії України НАН України. У 1986 році, під керівництвом кандидата історичних наук Олени Лугової, захистила кандидатську дисертацію на тему: «Державні селяни Лівобережної України у першій половині XIX ст.».

## Основні праці
- Історія підприємництва в Україні (на матеріалах торгово-промислової статистики XIX століття). — Київ, 1999;
- Українське питання в Російській імперії (кінець XIX — початок XX ст.): В 3 частинах — Частина 1. — Київ, 1999 (у співавторстві);
- Хроника рабочего движения на Украине (1861–1899). — Київ, 1991 (у співавторстві)(рос.);
- Государственные крестьяне Украины в период кризиса феодально-крепостнической системы. — Київ, 1989(рос.);
- Хроника революционного рабочего движения на Украине (1900–1917). — Київ, 1987 (у співавторстві)(рос.);
- История Украинской ССР: В 10 томах — Том 4. — Київ, 1983 (відповідальний секретар тому, у співавторстві)(рос.);
- Історія Києва: У 3 томах — Том 2. — Київ, 1982 (у співавторстві).